# Dammtjärnen (Silbodals socken, Värmland, 660209-129411)
Dammtjärnen är en sjö i Årjängs kommun i Värmland och ingår i Göta älvs huvudavrinningsområde. Sjöns area är 0,012 kvadratkilometer och den är belägen 210 meter över havet.